# Nile Kinnick
Nile Clarke Kinnick Jr. (* 9. Juli 1918 in Adel, Iowa; † 2. Juni 1943 in der Karibik) war ein US-amerikanischer Footballspieler. Als Runningback der University of Iowa gewann er 1939 die Heisman Trophy. Im Zweiten Weltkrieg diente er in der US Navy als Pilot auf dem Flugzeugträger Lexington. Bei einem Übungsflug über dem Golf von Paria stürzte Kinnick mit seinem Flugzeug ab. 1989 wurde er zum besten Footballspieler in der Geschichte der University of Iowa gewählt.
1939 wurde Kinnick mit der Sportler des Jahres-Auszeichnung von Associated Press geehrt.
| Personendaten    | Personendaten                     |
| ---------------- | --------------------------------- |
| NAME             | Kinnick, Nile                     |
| ALTERNATIVNAMEN  | Kinnick, Nile Clarke Jr.          |
| KURZBESCHREIBUNG | US-amerikanischer Footballspieler |
| GEBURTSDATUM     | 9. Juli 1918                      |
| GEBURTSORT       | Adel (Iowa)                       |
| STERBEDATUM      | 2. Juni 1943                      |
| STERBEORT        | über dem Golf von Paria, Karibik  |